# Отношения ДР Конго и Чили
Отношения Демократической Республики Конго и Чили — двусторонние дипломатические отношения между Демократической Республикой Конго (ДР Конго) и Чили. Государства являются членами Организации Объединённых Наций.

## История
Первый дипломатический контакт между двумя странами произошёл на конференции в Лусаке в июне 1967 года, когда Чили и Заир вместе с Перу и Замбией сформировали Межправительственный совет стран-экспортеров меди с целью стимулирования и регулирования производства. этого минерала.
31 марта 1972 года были установлены официальные дипломатические отношения между двумя странами. В 1977 году Чили открыла дипломатическую миссию в Киншасе, назначив временного поверенного в делах. Первый чилийский посол в ДР Конго был назначен в 1985 году в результате переговорного процесса, начавшегося в 1981 году в Сантьяго в ходе подписания общего соглашения об экономическом, техническом, научном, социальном и культурном сотрудничестве между государствами. В 1991 году из-за бюджетных ограничений Чили решила закрыть своё представительство в ДР Конго, поэтому с 1997 года представление интересов Чили осуществляется через миссию в Организации Объединённых Наций в Нью-Йорке.
В 2003 году Чили направила в ДР Конго авиационно-медицинский эвакуационный отряд для поддержки усилий ООН по установлению мира и стабилизации в ДР Конго (МООНДРК), особенно в провинции Итури.

## Дипломатические представительства
- Посольство ДР Конго в Аргентине представляет интересы страны и в Чили[2]. Также имеется почётное консульство в Сантьяго[5].
- Посольство Чили при Организации Объединённых Наций представляет интересы страны и в ДР Конго.